# Ейзел (Техас)
Ейзел (англ. Azle) — місто (англ. city) в США, в округах Паркер і Таррант штату Техас. Населення — 13 369 осіб (2020).

## Географія
Ейзел розташований за координатами 32°53′44″ пн. ш. 97°32′21″ зх. д. / 32.89556° пн. ш. 97.53917° зх. д. (32.895547, -97.539230).  За даними Бюро перепису населення США в 2010 році місто мало площу 22,89 км², з яких 22,84 км² — суходіл та 0,04 км² — водойми.

## Демографія
Згідно з переписом 2010 року, у місті мешкало 10 947 осіб у 4187 домогосподарствах у складі 2986 родин. Густота населення становила 478 осіб/км².  Було 4590 помешкань (201/км²).
Расовий склад населення:
| - 92,7 % — білих - 0,9 % — корінних американців - 0,7 % — чорних або афроамериканців - 0,7 % — азіатів - 3,0 % — осіб інших рас |

До двох чи більше рас належало 2,0 %. Частка іспаномовних становила 8,2 % від усіх жителів.
За віковим діапазоном населення розподілялося таким чином: 24,3 % — особи молодші 18 років, 60,8 % — особи у віці 18—64 років, 14,9 % — особи у віці 65 років та старші. Медіана віку мешканця становила 39,8 року. На 100 осіб жіночої статі у місті припадало 91,2 чоловіків;  на 100 жінок у віці від 18 років та старших — 86,8 чоловіків також старших 18 років.
Середній дохід на одне домашнє господарство  становив 71 040 доларів США (медіана — 55 830), а середній дохід на одну сім'ю — 83 307 доларів (медіана — 68 027). Медіана доходів становила 47 487 доларів для чоловіків та 35 349 доларів для жінок. За межею бідності перебувало 9,1 % осіб, у тому числі 7,8 % дітей у віці до 18 років та 8,8 % осіб у віці 65 років та старших.
Цивільне працевлаштоване населення становило 5307 осіб. Основні галузі зайнятості: освіта, охорона здоров'я та соціальна допомога — 20,6 %, роздрібна торгівля — 14,4 %, будівництво — 14,3 %.